# Suối Cầu Triền
Suối Cầu Triền (tên khác: Ngòi Cái) là một con suối đổ ra Sông Công. Suối có chiều dài 14 km và diện tích lưu vực là 36 km². Suối Cầu Triền chảy qua các tỉnh Hà Nội, Thái Nguyên.